# Rohožník (okres Malacky)
Rohožník je obec na Slovensku v okrese Malacky. Žije v ní přibližně 3 600 obyvatel. První písemná zmínka o vesnici pochází z roku 1398. Před rokem 1948 se obec jmenovala Rarbok. Ve vsi se konal festival alternativní hudby UV_FEST a funguje v ní fotbalový klub Rohožník. Podél vesnice vede železniční trať Zohor – Plavecký Mikuláš.

## Hospodářství
Na východním okraji vesnice se nachází cementárna společnosti Danucem Slovensko, která zaměstnává přibližně dvě stě pracovníků. Zpracovává se v ní vápenec z nedalekého lomu Vajarská.

## Pamětihodnosti
- lidový dům č. 208 v ulici Pri potoku
- zvonice ze 16. nebo 17. století
- přírodní rezervace Vysoká na stejnojmenné hoře v Malých Karpatech
- přírodní rezervace Pralesy Slovenska – Zámok

## Osobnosti
- Péter Bornemisza (1535–1584), kazatel
- Leopold Šťastný (1911–1996), slovenský fotbalista a trenér